# TiMalo
TiMalo, né Thierry Malo est un romancier, poète, slameur, auteur-compositeur-interprète créolophone de la Guadeloupe. 
TiMalo commence le slam lors des sessions organisées par SlamBlag dès le lancement, le 17 mai 2006. Il participe en juillet de la même année, à la soirée léwoz de Lilian Thuram animé par Brother Jimmy - fondateur du Karukera Sound System - qui lui donnera alors le surnom de TiMalo.
TiMalo présente "Dé Moun" au festival du Livre de Paris en 2012.

## Influences
Parmi ses influences, TiMalo cite Les Nonnes Troppo, Gil Scott-Heron, The Last Poets, Léon-Gontran Damas, Lukuber Séjor, Guy Cornély ou Ti-Fabris

## Dé Moun, œuvre contre l'oubli
En 2012, TiMalo publie un recueil et un concept-album. Il y raconte une histoire d’amour entre un homme et une femme pendant les événements de 2009. Ils vont être amenés à se poser des questions sur la situation avec toutes les conséquences que cela aura sur leur relation. C'est une façon de rassembler différents points de vue sur ce mouvement social et d'en garder une trace sensible et émotionnelle.
L’histoire est racontée tant par le texte que par la musique avec l’album. La femme est jouée par la violoniste Julie Aristide et l’homme par le saxophoniste Jérôme Cafafa.
Sur les mélodies aussi de l’album Dé Moun, un travail de réflexion sur les bases des musiques guadeloupéennes et des potentialités créatrices qu’elles offrent. Il y propose une musique guadeloupéenne construite un peu dans la démarche de l’afrobeat de Féla.
Les guitares croisent les rythmiques gwoka avec les harmonies funk. Gwoka avec la main droite, funk - une autre musique de la diaspora - avec la main gauche. Sur « Lanmou », les sons graves de la basse, et les sons plus aigus de la guitare s’associent pour jouer un toumblak. « LKP », est un menndé, mais où la guitare rythmique joue comme un makè.

## Dyablès, série littéraire fantastique en créole
TiMalo réactualise le mythe de "Ladyablès" pour raconter l'histoire de femmes qui, en réaction aux violences qui leur sont faites, développe la capacité à se métamorphoser en monstre mythique, dévoreuse d'hommes.

### Dyablès, premier roman, en créole
Le premier octobre 2015, TiMalo publie Dyablès, son premier roman en créole. Touché par la série macabre de drames conjugaux survenue durant l’année 2012, TiMalo force le trait pour écrire un roman de terreur dans lequel les femmes, las des violences qui leur sont faites, se transforment en cannibales sanguinaires.
L'œuvre est présentée pour la première fois en Guadeloupe lors de l'ouverture de la 7e édition de Kréyòl An Mouvman, une manifestation orchestrée par le Conseil Départemental de la Guadeloupe.
Autoédité, TiMalo a eu l'idée d'ouvrir un site internet privatif pour permettre à ses lecteurs de choisir la couverture et la quatrième de couverture en ligne.
Dyablès est également l'occasion de revisiter les légendes de Guadeloupe, en particulier le mythe de Ladyablès. La légende prétend que Ladyablès séduit et emmène les hommes imprudents dans la montagne où ils disparaissent à jamais.
En février 2019, le conseil supérieur des programmes a retenu Dyablès comme œuvre de référence pour l'enseignement du créole.

### Channda, chronique d'une émancipation
Dans cette suite, paru en septembre 2009, le lecteur peut suivre la trajectoire de Sara, une des protagonistes du premier volet, et sa découverte du lieu de vie des nombreuses "dyablès" qui l'ont précédé. En filigrane de cette aventure, l'œuvre raconte une émancipation de femmes face aux conventions sociales. Il développe les points de vue divergents sur les questions de l'engagement et de l'altruisme. 

## Œuvres
- 2007 : Pawol a lom vo lom (OCLC 470542923), Guadeloupe, Autoédition, 2007, 96 p. (ISBN 978-2-9529111-0-8) (recueil de poèmes)
- 2007 : Retours (court-métrage)

- 2009 : 12 textes dans l'avion, Guadeloupe, Autoédition, 2009, 88 p. (ISBN 978-2-9529111-0-8)[11] (recueil de poèmes)
- 2012 : Dé Moun (OCLC 779744597), Guadeloupe, Autoédition, 2012, 101 p. (ISBN 978-2-9529111-1-5)[12] (poèmes et nouvelle)
- 2012 : Dé Moun, (album CD) [13]
- 2015 : Dyablès (OCLC 933772261), Guadeloupe, Autoédition, 2015, 260 p. (ISBN 978-2-9529111-2-2)[14] (roman)
- 2019 : Channda, Guadeloupe, Grankontèl, 2019, 288 p. (ISBN 978-2-9565767-2-3)[15] (roman)

## Prix et récompenses
- Prix Sacem Guadeloupe 2010, catégorie Auteur[16]
- Coup de Cœur de la 6e édition des Elwa d'Or de la Région Guadeloupe[17]